# Bengt Sjöstedt

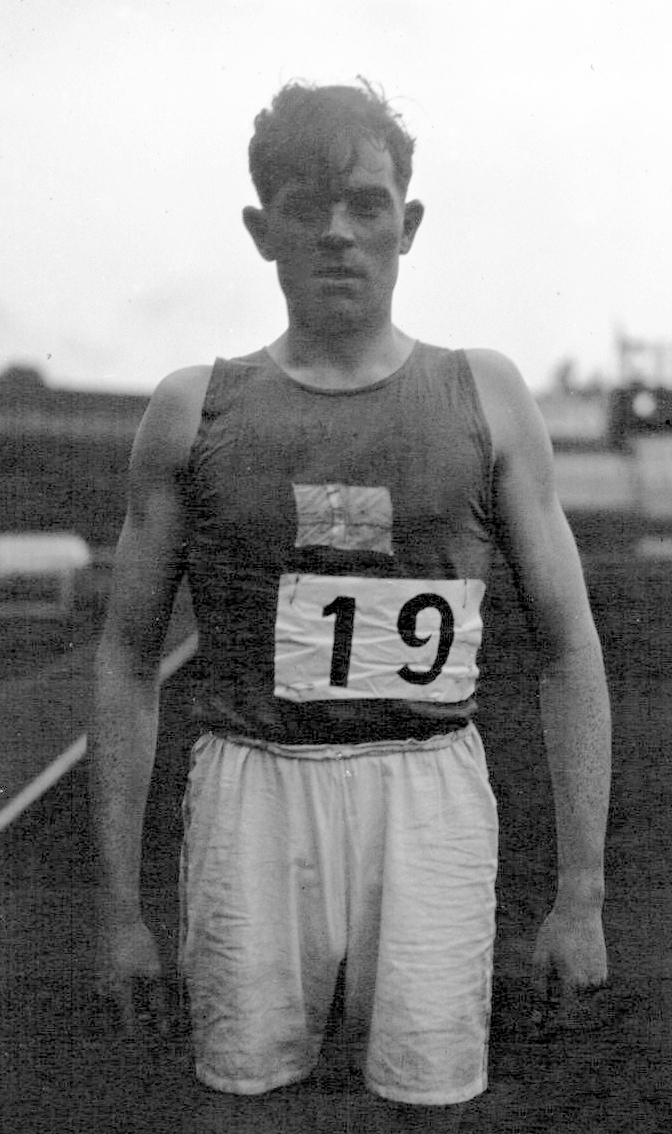
Bengt Sjöstedt, 1932

Bengt Sjöstedt (Bengt Olof Albert Sjöstedt; * 2. November 1906 in Tenala; † 16. Juli 1981 in Porvoon maalaiskunta, Porvoo) war ein finnischer Hürdenläufer, der sich auf die 110-Meter-Distanz spezialisiert hatte.
Bei den Olympischen Spielen erreichte er 1928 in Amsterdam und 1932 in Los Angeles das Halbfinale. 1934 schied er bei den Leichtathletik-Europameisterschaften in Turin im Vorlauf aus.
Am 5. September 1931 stellte er in Helsinki mit 14,4 s den Weltrekord ein.